# Museu Sakıp Sabancı

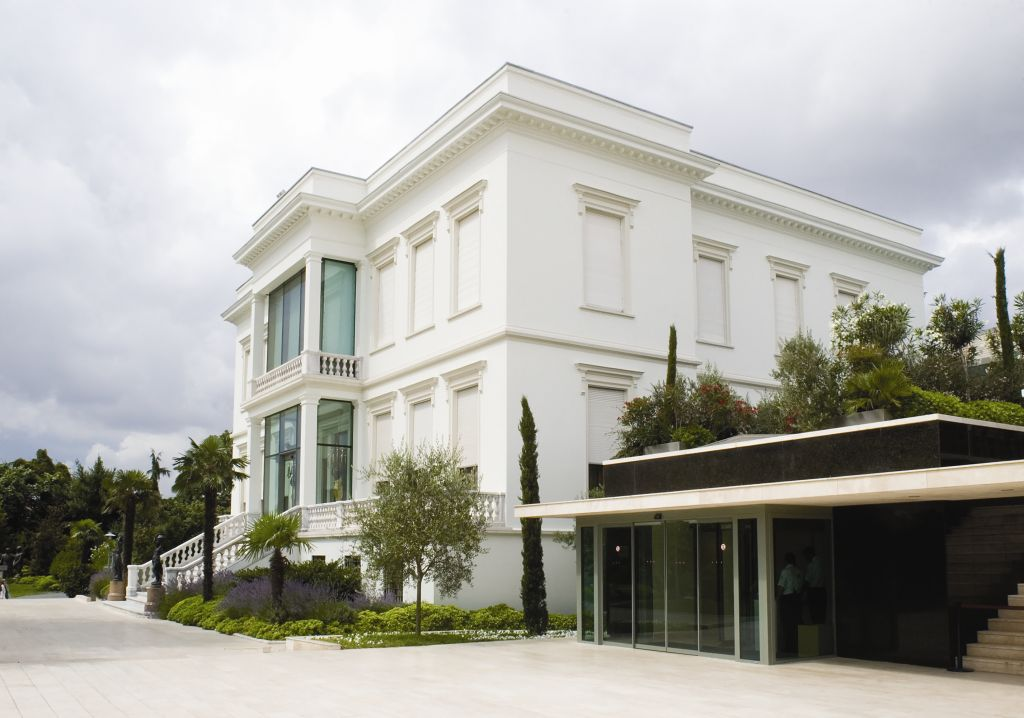
Edifício do museu.

O Museu Sakıp Sabancı é um museu de belas artes privado da Universidade Sabancı de Istambul, na Turquia. O seu fundador, Sakip Sabancı, foi um importante empresário e mecenas turco, falecido em 2004, que idealizou o museu em 1998. Aberto ao público em 2002, o museu é dedicado, essencialmente, à caligrafia, à arte sacra, à pintura otomana e europeia e às artes decorativas, incluindo a porcelana.
Em Novembro de 2005 o museu recebeu a sua mais importante exposição, uma mostra da obra do pintor espanhol Pablo Picasso, que contou com a presença de quadros como "Les demoiselles d'Avignon" e "Guernica".
Pelo Museu Sakıp Sabancı têm também passado importantes exposições de artistas contemporâneos como Ai Weiwei (2018) e Anish Kapoor(2014).

## Colecção
Foi Haci Ömer Sabancı quem iniciou esta importante colecção, expandida por Sakıp Sabancı a partir de 1970.
Actualmente, a colecção inclui porcelana chinesa dos séculos XVIII e XIX, porcelana de Sèvres, porcelana alemã e austríaca, quatrocentos objectos representativos da caligrafia otomana - incluindo declarações e selos imperiais, cartas e outros documentos —, uma notável colecção de 320 obras de arte otomana e europeia, que inclui obras de pintores turcos - como Osman Hamdi Bey, İbrahim Çallı, Halil Paşa, Nazmi Ziya, Şeker Ahmed Paşa, Fikret Mualla — e europeus — como Ivan Konstantinovich Aivazovskii, um dos maiores pintores russos do século XIX —, mobiliário europeu e turco, relojoaria e joalheria de arte, e todo o tipo de antiguidades ocidentais e orientais.